# 볼루빌리스

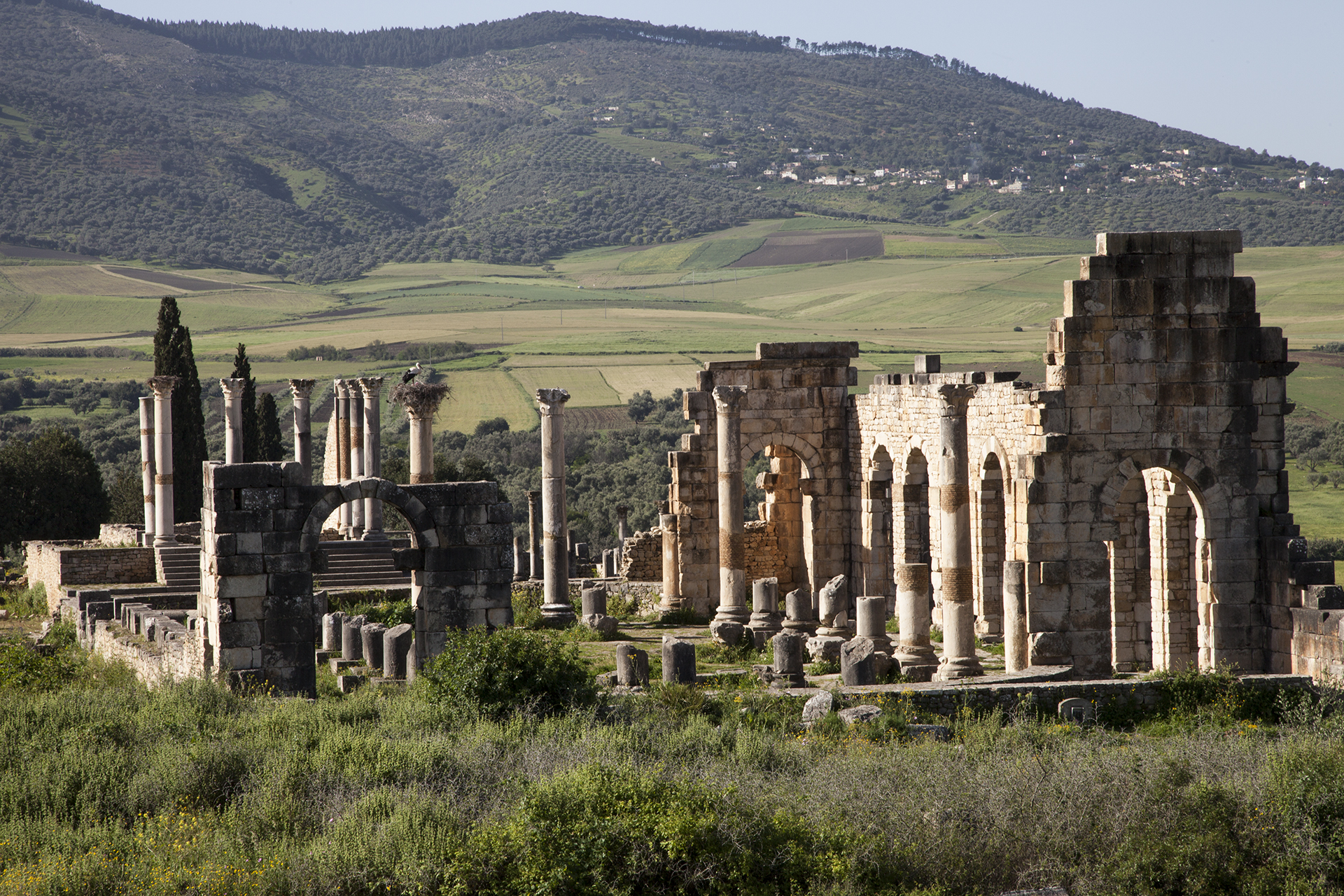
볼루빌리스 유적

볼루빌리스(Volubilis, 라틴어 발음: [wɔˈɫuːbˈləs]; 아랍어: وليلي, 로마자 표기: walīlī; 베르베르 언어: ⵡⵍⵉⵍⵉ, 로마자 표기: wlili)는 모로코의 수도였던 메크네스시 근처에 위치한 부분적으로 발굴된 베르베르-로마 도시이다. 적어도 주바 2세 왕 시대부터 모레타니아 왕국이었을 것으로 본다. 볼루빌리스 이전에 왕국의 수도는 길다에 있었을 것으로 추정한다.
비옥한 농업 지역에 건설된 이곳은 기원전 3세기부터 베르베르인, 당시 원시 카르타고인 정착지로 발전한 후 모레타니아 왕국의 수도가 되었다. 이곳은 서기 1세기부터 로마 통치 하에 급속히 성장했으며, 2.6km(1.6마일)의 성벽으로 약 42헥타르(100에이커)를 덮을 정도로 확장되었다. 이 도시는 2세기에 대성당, 사원, 개선문을 비롯한 여러 주요 공공 건물을 얻었다. 주로 올리브 재배를 통해 번영을 누렸으며, 이로 인해 대형 모자이크 바닥을 갖춘 훌륭한 타운하우스가 많이 건설되었다.